# Zabójca królowej
Zabójca królowej (ang. The Queen's Assassin) – powieść Williama Kinga, trzecia część trylogii Terrarchowie.
Halim, stolica Kharadrei, stoi w ogniu. Rik wyniesiony do rangi jednego z Terrarchów przez Panią Aseę w podzięce za zasługi oddane królestwu w Wieży Węży, rozwija swoje unikalne zdolności Cieniokrwistego. Otrzymuje zadanie wraz z oddziałem furażerów. Towarzysząc w misji dyplomatycznej w wolnym mieście Harven, Rik spotyka ojca, wpływowego terrarcha z Mrocznego Imperium - Lorda Malkiora. A siły wrogiej Taloreńczykom Sardei szykują kontrofensywę na najmniej przewidywalnym froncie.